# Glaring Through Oblivion
Glaring Through Oblivion je druhá básnická sbírka arménsko-amerického zpěváka skupiny System of a Down Serje Tankiana. Knihu Glaring Through Oblivion vydalo nakladatelství HarperCollins Publishers, byla vytištěna v Číně a vyšla 22. března 2011.
Kniha začíná prózou, napsanou několik dní po útocích z 11. září, o tom, jak se Tankian bál říkat své názory kvůli výhrůžkám vůči němu a jeho kapele poté, co dva dny po útocích napsal esej, v níž obviňoval zahraniční politiku Spojených států z terorismu. Próza končí Serjovým slibem: "Já sám jsem se zařekl, že už nikdy nebudu držet jazyk za zuby."[zdroj?]
Některé z básní obsahují texty, které se nakonec dostaly do některých jeho písní, ovšem v upravené formě. Některé z básní se naopak nedostaly na jeho předchozí knihu Cool gardens. A některé další básně se skládají pouze z jednoho řádku a nemají název. Poslední báseň v knize, "Borders", se pod upravenými prvky dostala na jeho druhé album Imperfect Harmonies; pod názvem "Borders are...".

## Seznam básní
- A few days after September 11th (próza)
- Deaf Nation
- Down with the System
- The Hand
- Civilization
- Countless Manipulations
- We intend to rest through motion, speak through silence, and fight through peace.
- The Fool
- Antwerp Melting
- Remote Viewing
- World of Words
- Blindness serves not God, but man.
- #82
- Vermillion
- Home is a place you can't walk away from, in the end.
- You speak to millions but talk to no one.
- Lovely in love, ugly in death, better than sex in Turkish prisons, safer than cement condoms.
- The messenger speaks through chaos
- Los Angeles
- Dates, Rates, Plates, Fates, Mates, and Kates
- I'm being chased by children playing miniature toy accordions made in China.
- The Void (měla vyjít na Cool Gardens)
- Life Savers (měla vyjít na Cool Gardens)
- She sells sea shells, buy the real whore!
- The blind man cannot see all the marchers on the opposite side.
- Salivation
- I adore the whore who calls herself reality.
- Claustrophobia
- Uncertainty
- Condemned
- The Teacher
- The Nerves of Them
- Spare Me the Night
- Poisoning Poseidon
- Fancy fucking you here!
- Nothing
- Diatribe Trivialities
- Picture Frame
- Undying Form
- Bottled Water
- Soon
- The Silk Weaver
- Life is a potato pancake being eaten by fireflies in the middle of Ohio.
- Time
- Heretics
- The Incandescent Pause
- Awareness
- Forgot to Remember
- Praying for Peace
- Encore, you whore, get us more of that unfailing drink we called for.
- Borders